# Duomo di Reggio Calabria
Il Duomo di Reggio (nome completo: Basilica Cattedrale Metropolitana di Maria Santissima Assunta in Cielo), dedicato a Maria Santissima Assunta, è il più grande edificio religioso della Calabria, ed è la cattedrale dell'arcidiocesi di Reggio Calabria-Bova. Sorge nel centro storico della città, dove mostra il suo prospetto principale sull'ampia Piazza del Duomo.

## Storia

### Dalle origini alla cattedrale gotico-normanna

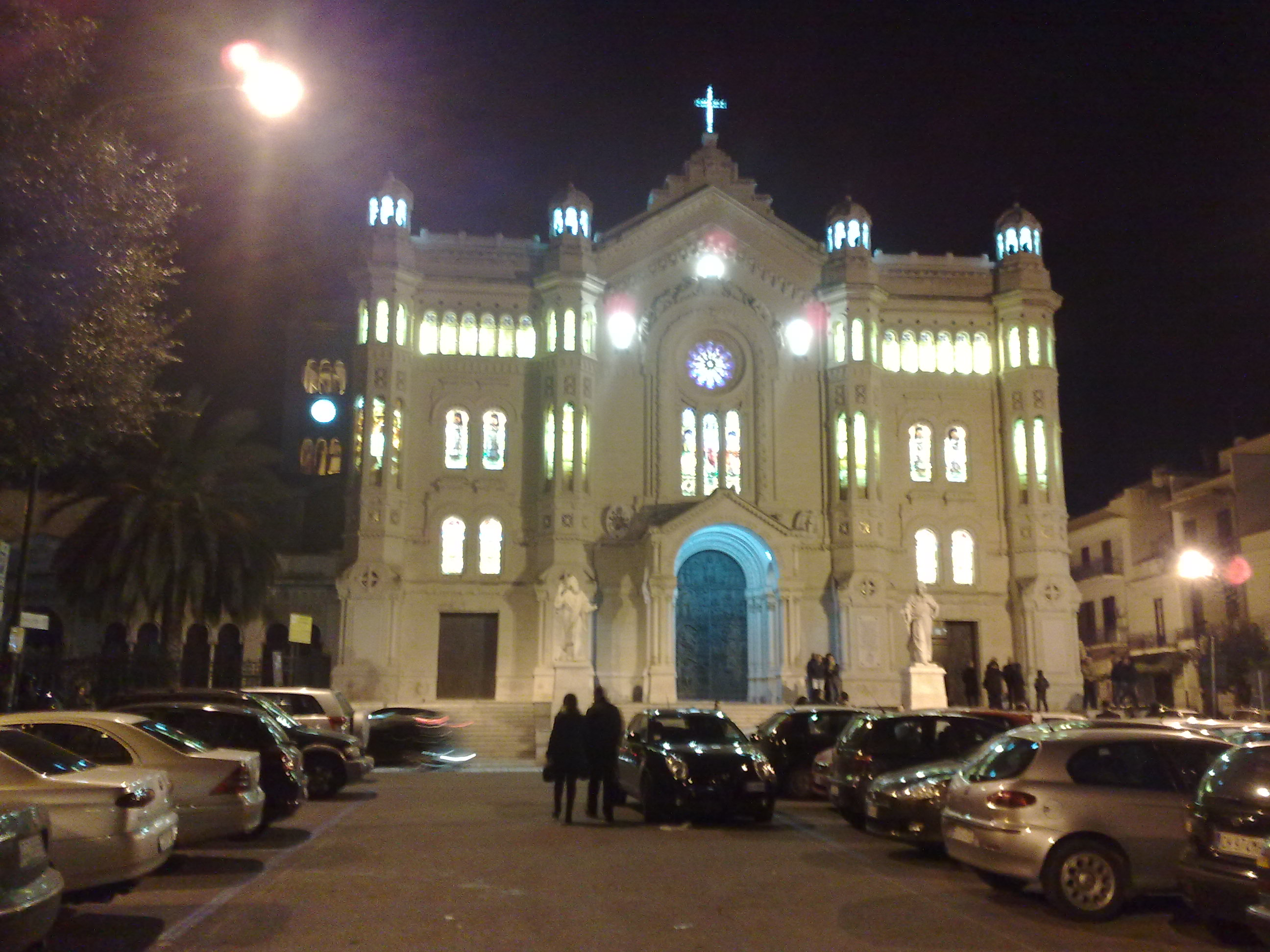
Il Duomo illuminato

Le origini della Cattedrale di Reggio sono da ricondurre agli inizi del II millennio quando, con l'invasione normanna dell'Italia meridionale, Reggio subì un processo di "latinizzazione" e progressivo abbandono del culto greco-bizantino di cui era il centro. Nel 1061 infatti giunsero in città i Normanni di Roberto il Guiscardo che, scacciati i Bizantini e creato in Reggio il Ducato di Calabria, lasciarono alla popolazione di etnia greca l'antica cattedrale (chiamata "La Cattolica"), per ordinare la costruzione di una nuova cattedrale che fosse sotto l'ordinamento del Papa di Roma, cui erano legati i Normanni.
In una successiva descrizione storica della città, si legge poi:
(Attilio Zuccagni-Orlandini, Corografia fisica, storica e statistica dell'Italia e delle sue isole, 1845)
dunque la cattedrale originaria era probabilmente un edificio gotico a cinque navate. Secondo alcuni studiosi questo tempio presentava analogie sensibili e perfette con la Cattedrale di Cefalù nella forma, nella pianta e nelle dimensioni (vedi Immagini della Cattedrale di Cefalù su WikiCommons per approfondimenti).
Comunque informazioni documentate sulla cattedrale reggina risalgono agli anni 1453 e 1477, quando l'arcivescovo Antonio De Ricci fece aggiungere alla chiesa un campanile, fino ad allora probabilmente assente:
(A. De Lorenzo, Monografie di storia reggina e calabrese, 1888)
Durante il XVI secolo, come molti edifici della città, la chiesa venne saccheggiata e incendiata dalle incursioni dei turchi per ben due volte: dopo l'incendio del 1574 fu ricostruita e riconsacrata dall'arcivescovo Gaspare Ricciullo del Fosso nel 1580 e, dopo il nuovo incendio del 1594, subì diversi interventi di restauro tra i quali uno ad opera dell'arcivescovo Annibale D'Afflitto nel 1599, uno dell'arcivescovo Gaspare Creales nel 1665; infine il tempio fu ancora abbellito e restaurato dall'arcivescovo Ybañez, il quale terminati i lavori nell'anno 1682, faceva porre una grande lapide commemorativa nella quale sono elencati i privilegi dell'arcivescovado reggino sia nel campo civile sia in quello religioso. Questa lapide si può leggere entrando nella Basilica sulla destra:

### Un nuovo edificio barocco-neoclassico

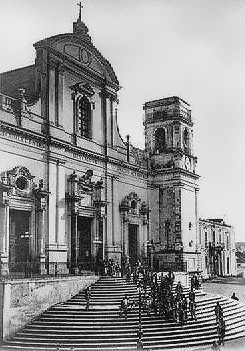
La vecchia Cattedrale barocca, distrutta dall'ultimo terremoto

Nel 1741 monsignor Polou fece riedificare un nuovo tempio in stile tardo barocco, in un periodo in cui si cominciava a risentire delle influenze neoclassiche tipiche del vicino barocco siciliano, con una struttura a croce latina e a tre navate, ubicata accanto all'attuale via Castello e che si inoltrava verso il corso Garibaldi (da est a ovest).
Pochi decenni dopo la cattedrale venne danneggiata dal terremoto del 1783. Dopo il sisma l'ing. Giovan Battista Mori fece eseguire ulteriori interventi di restauro, e la chiesa fu riconsacrata da mons. Capobianco, portata a termine da mons. Cernicola, abbellita da mons. Converti, con quasi tre restauri ogni due secoli.
La facciata recava l'iscrizione di San Paolo in latino:
(Atti degli Apostoli 28,13)

### La nuova Cattedrale neo-romanica

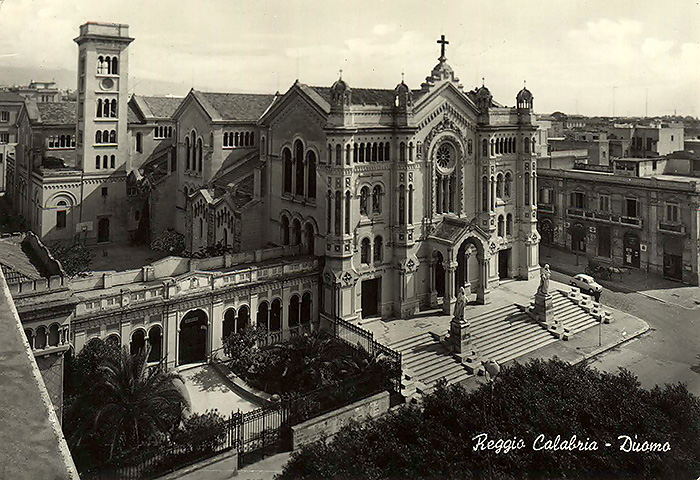
Una vecchia cartolina che mostra il grande Duomo con il campanile.

Un nuovo evento catastrofico, quale fu il terremoto del 1908, provocò notevoli danni, perciò ne conseguì la decisione di ricostruire integralmente l'edificio religioso, adeguandosi al nuovo piano di ricostruzione della città redatto dall'ing. De Nava.
Così nel 1913 l'arcivescovo Rinaldo Rousset decise di riedificare la Cattedrale di Reggio affidando l'incarico al padre carmelitano Carmelo Umberto Angiolini che, prevedendo l'uso di nuovi materiali e accorgimenti tecnici antisismici, progettò il nuovo edificio nel 1917 definendolo di stile neo-romanico:
Alcune modifiche al progetto furono apportate dall'ing. Mariano Francescone, e i lavori furono eseguiti dalla ditta Chini e terminarono agli inizi del 1928 per consentire la celebrazione del Congresso Eucaristico Calabrese. La cattedrale quindi fu riconsacrata il 2 settembre 1928 dall'arcivescovo Carmelo Pujia.
Il 21 giugno 1978 con bolla pontificia, la cattedrale di Reggio venne elevata alla dignità di Basilica minore
(dalla Bolla Pontificia)

## Descrizione architettonica ed opere d'arte
La Cattedrale di Reggio ripropone un'architettura dallo stile eclettico-liberty (largamente diffuso in città durante l'ultima ricostruzione) che tende a reinterpretare l'arte medievale romanica e gotica, fondendo elegantemente alcuni elementi di entrambi gli stili.

### Prospetto

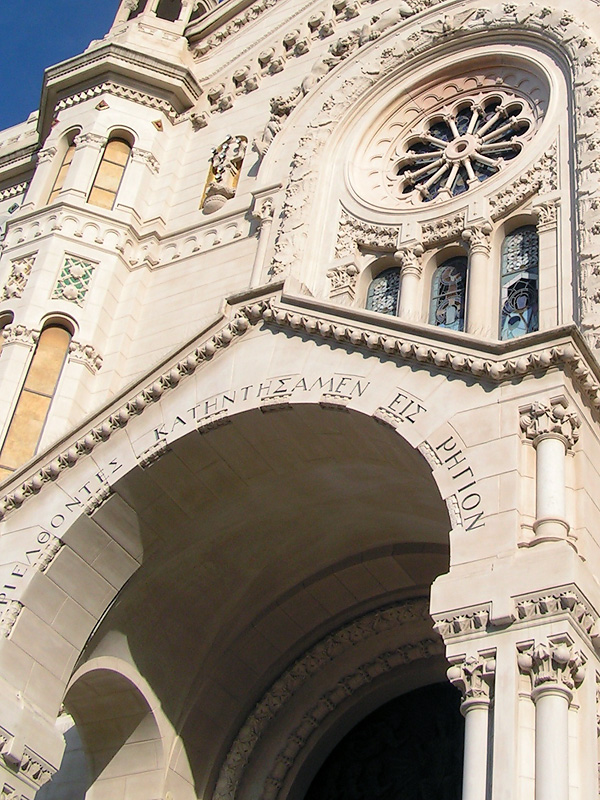
L'iscrizione in greco sul portico

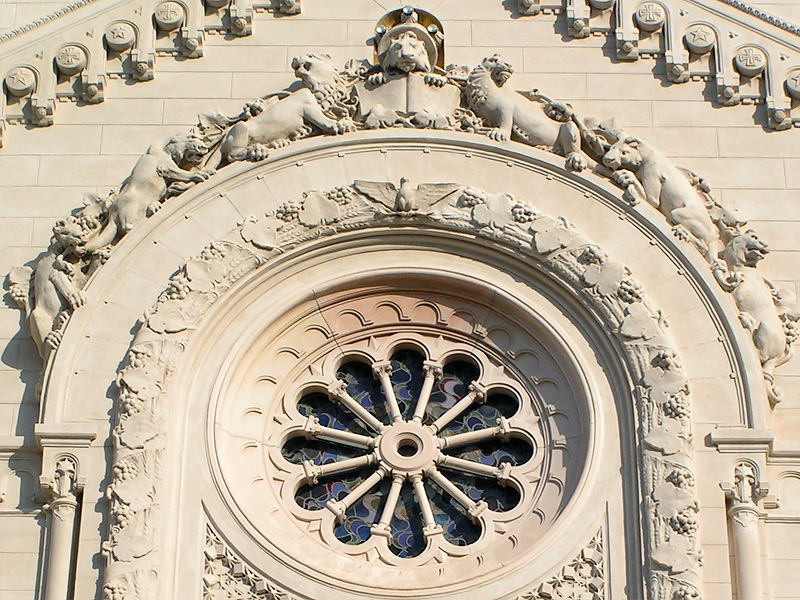
Particolare del rosone sormontato da sette leoni

Il prospetto principale è diviso in tre parti con quattro torri traforate di forma ottagonale sormontate da croci. La parte centrale della facciata presenta una trifora sormontata da un rosone racchiusi da una cornice decorata a motivi floreali.
Sulla scalinata che conduce all'ampia e imponente facciata, sopraelevata insieme all'edificio rispetto alla prospiciente piazza, sorgono le sontuose statue di San Paolo, che secondo la leggenda convertì i reggini al cristianesimo, e di Santo Stefano di Nicea, primo vescovo della città. Le statue furono scolpite nel 1928 da Francesco Jerace e collocate sul sagrato nel 1934. Jerace è inoltre autore del monumentale pergamo che si trova all'interno.
|  |  |

All'ingresso si trovano i tre portali in bronzo:
- il portale centrale, di Luigi Venturini, fu inaugurato in occasione del XXI congresso eucaristico nazionale del 1988 svoltosi a Reggio. Dedicato alla titolare della cattedrale, Maria SS. Assunta, illustra le scene di vita della Madonna.
- la porta d'ingresso di sinistra, di Biagio Poidomani, illustra episodi che narrano la storia della devozione di Reggio alla Madonna della Consolazione.
- la porta d'ingresso di destra, di Nunzio Bibbò, è dedicata a San Paolo e raffigura episodi dell'apostolato di Paolo di Tarso cui si legano le origini della chiesa reggina.

Il portico che precede il portale principale reca l'iscrizione in greco:
(Atti degli Apostoli 28,13)
Accanto al portale centrale, sul lato sinistro una lapide ricorda la visita di Giovanni Paolo II a Reggio e alle chiese di Calabria del 7 ottobre 1984; mentre sul lato destro un'altra lapide ricorda il discorso di Giovanni Paolo II del 12 giugno 1988 in occasione del Congresso Eucaristico Nazionale tenutosi a Reggio.

### Campanile

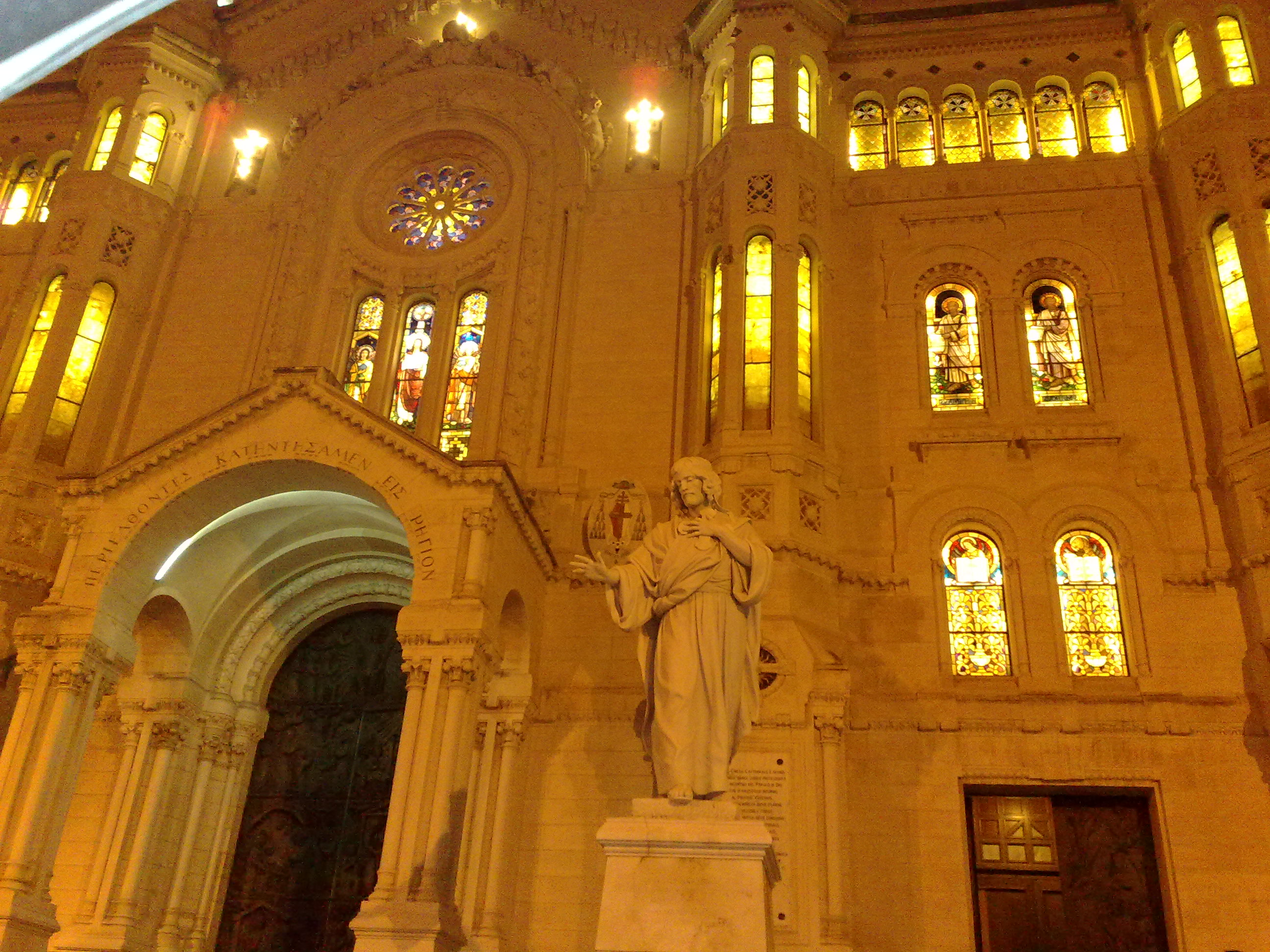
Vetrate illuminate

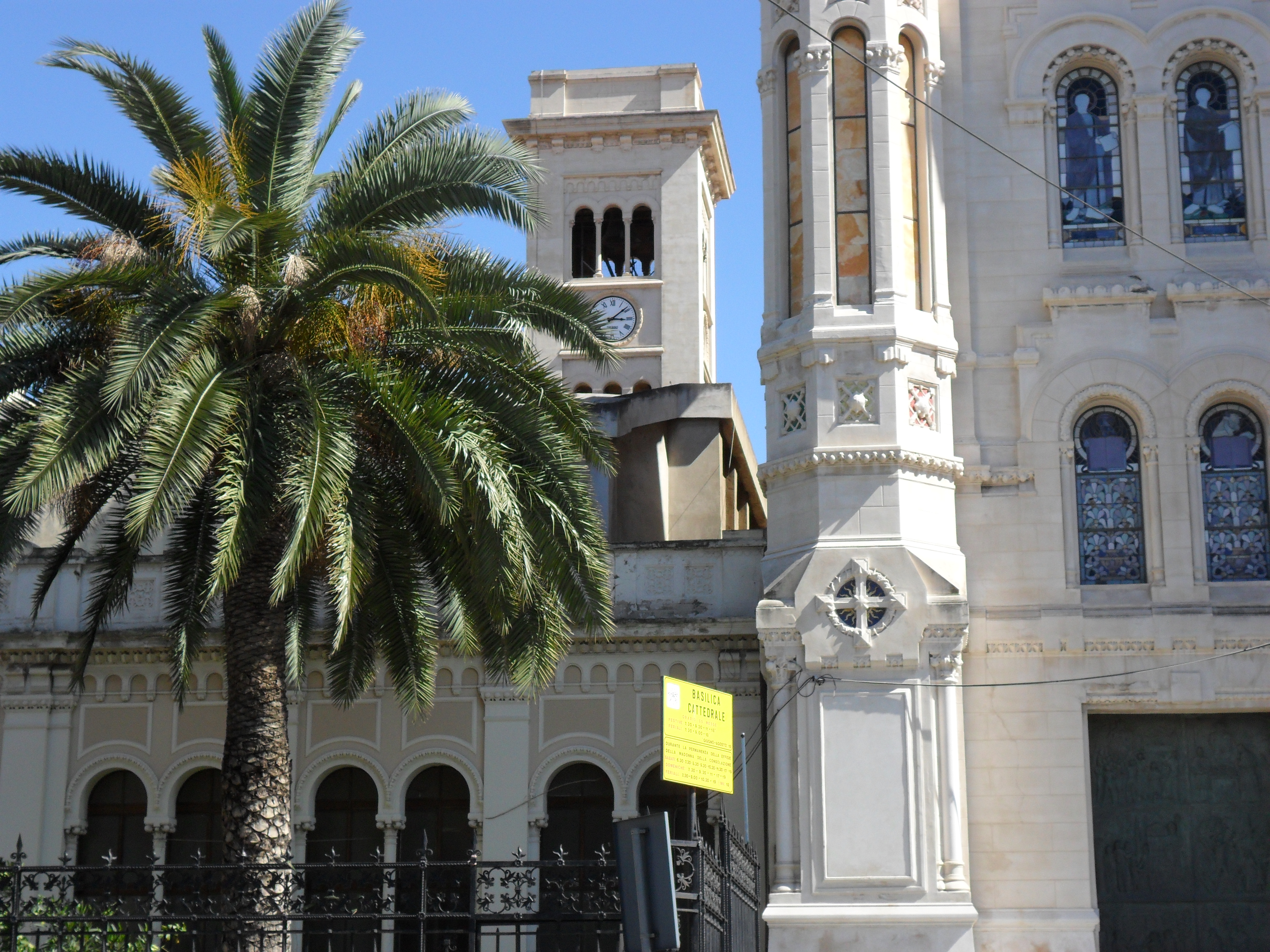
la torre campanaria

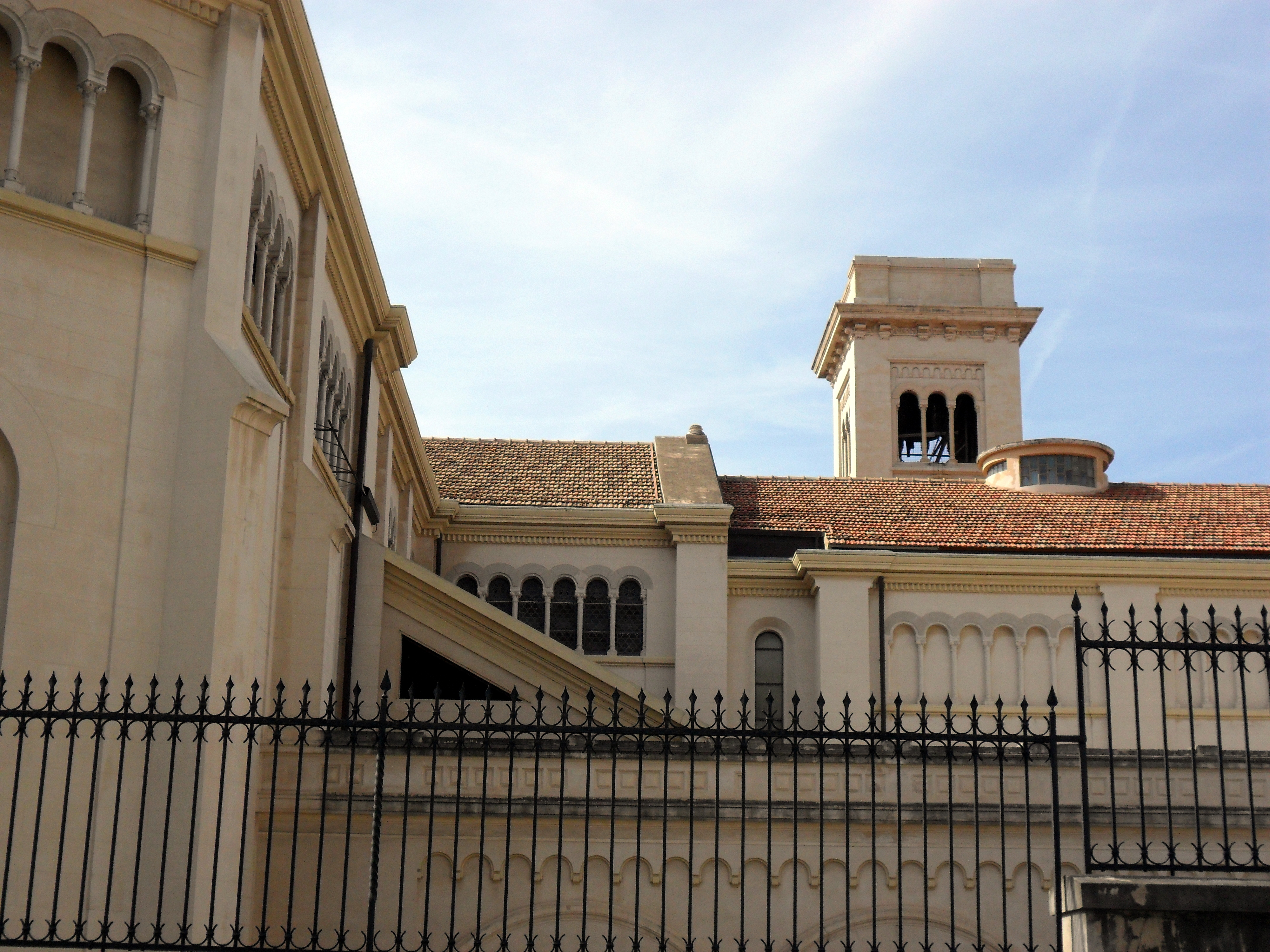
Il Campanile visto dalla parte posteriore del Duomo

Il Campanile del Duomo, alto 28,15 m (43,67 m s.l.m.), fu ultimato il 30 settembre 1931, e mantiene nella forma lo stile della Cattedrale. Ha sostituito il campanile diroccato dal terremoto del 1908.
In una lapide un tempo murata alla base della torre campanaria, ricuperata e ricomposta nel 1977 (oggi collocata nella galleria auditorium San Paolo a fianco della Cattedrale), viene ricordata la dignità dell'antico monumento costruito nel 1453 dall'arcivescovo De Ricci, e ricostruito nel 1841 dall'arcivescovo Pietro De Benedetto:
La prima delle due celle campanarie si trova nel secondo ripiano, la seconda cella è nella parte elevata:
- nella prima cella campanaria fu posta la Campana della Conciliazione;
- in quella superiore furono collocate:
  - la Campana del Congresso, detta anche della Consolazione;
  - la Campana del Capitolo, chiamata il campanone.

Il Campanone è la campana più grande, dopo il terremoto del 1750 l'arcivescovo Damiano Polou, la fece rifondere ad opera del napoletano Nicola Astarita. Porta inciso lo stemma del vescovo ed alcune figure sacre (Crocefisso, Vergine Assunta in Cielo e San Giuseppe). Si leggono due esametri ed alcuni motti:
mentre la vecchia campana recitava:
La Campana della Consolazione fu fatta fondere nel 1926 a Gallico, dall'arcivescovo Rousset a ricordo del Congresso Eucaristico Regionale. Essa porta la seguente iscrizione dettata dal latinista mons. Quattrone:

### Interno

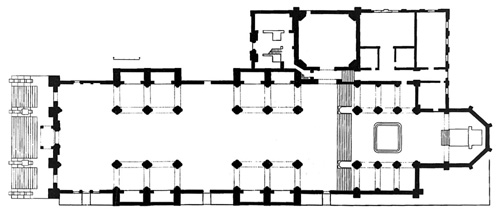
Pianta della cattedrale.

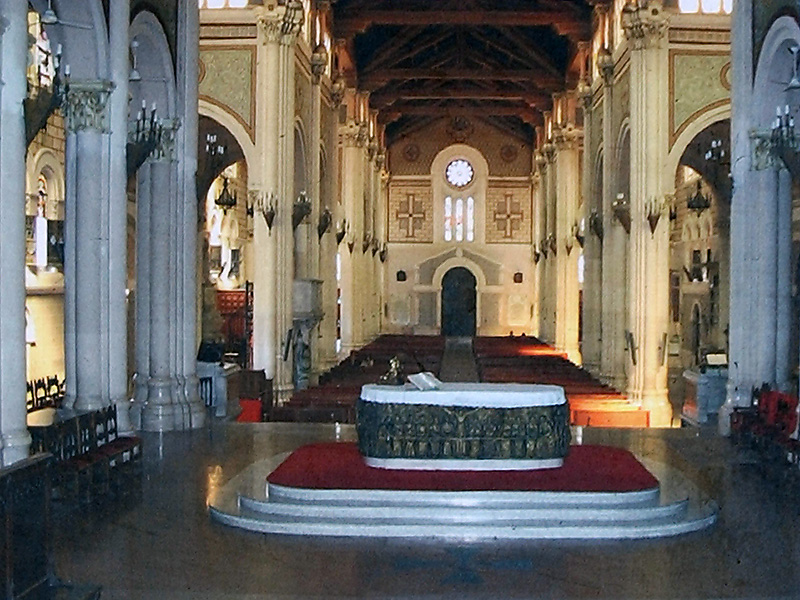
Navata centrale.

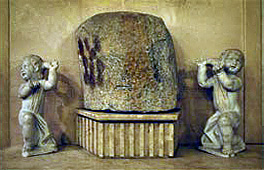
il pezzo di colonna del Prodigio di San Paolo.

L'interno è in stile romanico con motivi d'ispirazione classica. Le colonne a fascio, che delimitano le navate reggono le capriate scoperte che ricevono il peso del tetto. Ad ogni incrocio delle travi dello stesso è dipinta una svastica, per un totale di circa duecento croci uncinate, che nulla hanno a che vedere con il nazismo, perché sono state dipinte nel 1928, esse simboleggiano il sole e la luce dell'avvento del Cristo, secondo la profezia del Cantico di Zaccaria riportato in Luca 1,78-79.
Il Duomo si presenta di pianta basilicale, con tre navate divise da colonne portanti ed intersecate da crociere che terminano con altrettante absidi separate da archi che poggiano su pilastri. Le tre navate, interrotte da tre transetti, terminano con abside poligonale per una lunghezza di 93 metri e una larghezza di 26 metri, e ne fanno il più vasto edificio della regione.
La navata centrale è separata dalle laterali da due file di colonne, rivestite in marmo con base in pietra di Trani. Lungo le navate laterali si aprono, con distanza diversa in corrispondenza dei transetti al di sotto del presbiterio, otto cappelle contenenti opere di notevole interesse storico-artistico.
La navata destra accoglie i sepolcri dei vescovi seicenteschi, e quelli recenti degli ultimi vescovi del XX secolo Aurelio Sorrentino e Giovanni Ferro, quest'ultimo deceduto nel 1992 è sepolto nella seconda cappella di destra il cui monumento sepolcrale è opera di Michele Di Raco.
Nella parte terminale della navata destra, ai piedi della grande tela del XIX secolo di Minaldi, che raffigura la "Consacrazione di Santo Stefano Vescovo di Reggio da parte di San Paolo", si trova, protetto da un'urna di vetro, un tronco di colonna bruciata che secondo la tradizione sarebbe quella del Prodigio di San Paolo.
Nell'abside centrale l'altare è in stile romanico, opera del XX secolo dello scultore calabrese Concesso Barca, con la cattedra arcivescovile in marmo, opera del XIX secolo di Alessandro Monteleone. Al centro sorge l'altare maggiore della basilica, opera di Antonio Berti, decorato con un bassorilievo in bronzo.
Sulla navata di sinistra si aprono otto cappelle, tra le quali nel transetto sorge la "Cappella del Santissimo Sacramento", che costituisce il più significativo monumento barocco della città, per preziosità dei marmi policromi intarsiati a mosaico fiorentino fu dichiarata monumento nazionale nel XIX secolo.
Il Duomo inoltre custodisce preziose opere d'arte come:
- le tele ottocentesche del Crestadoro e del Minali
- un pulpito marmoreo, opera di Francesco Jerace, decorato con due palme in travertino. il tutto proveniente dalla vecchia cattedrale.

Sull'altare maggiore, da settembre a novembre, viene esposto il quadro della patrona della città, la Madonna della Consolazione che attira il pellegrinaggio di centinaia di migliaia di fedeli.

#### Cappella del Santissimo Sacramento

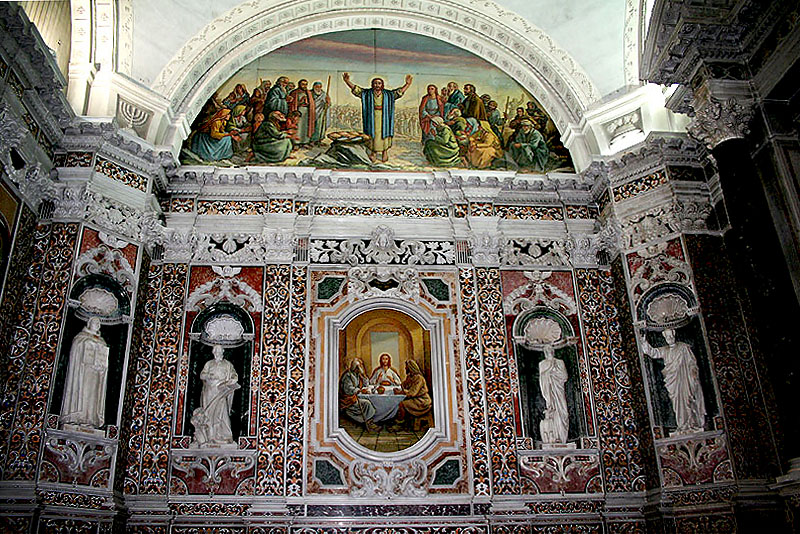
La Cappella del SS Sacramento, monumento nazionale.

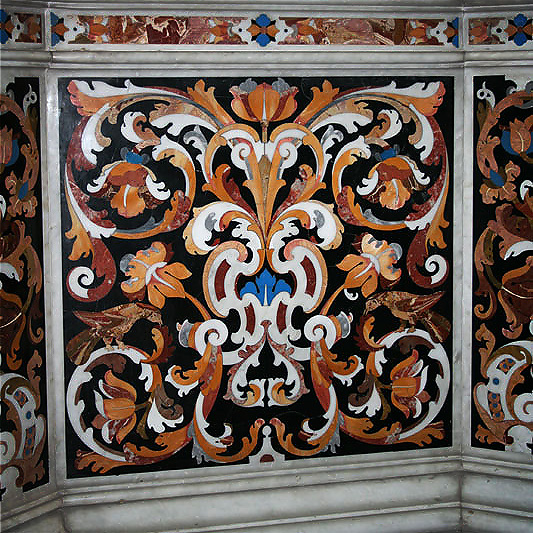
Particolare del basamento con i decori marmorei in stile barocco.

Dichiarata nel XIX secolo monumento nazionale, è il più importante monumento d'arte barocco-seicentesca dell'arcidiocesi reggina. Fu fatta erigere nel 1539 dall'arcivescovo Agostino Gonzaga come "Cappella della Santissima Trinità", e successivamente fu trasformata dalla Congregazione del Santissimo Sacramento - con bolla apostolica del 1548 - in "Cappella del Santissimo Sacramento"; a quel tempo infatti la congrega era una delle istituzioni più fiorenti della città.
Nel 1599 fu fatta restaurare dall'arcivescovo D'Afflitto (1594-1638), e successivamente da mons. Polou, che ne commissionò un'opera di abbellimento iniziata nel 1640, ma nel 1642 i lavori furono interrotti. Il 14 febbraio 1655 i Rettori della Cappella del Santissimo Sacramento affidarono al maestro scalpellino messinese Placido Brandamonte l'opera di abbellimento della Cappella. L'opera fu terminata nell'agosto del 1655.
La cappella fu danneggiata dal terremoto del 1783 e da quello del 1908, e diversamente da quanto accadde per la Cattedrale, che fu demolita e ricostruita ex novo in un luogo differente, si ebbe il buon senso di salvare la Cappella, che fu collocata all'estremità del transetto sinistro del nuovo Duomo di Reggio.
I lavori compiuti per riportare la Cappella allo stato originario durarono parecchi decenni, perché nel frattempo i bombardamenti aerei del 1943 causarono un incendio che danneggiò gravemente la Cappella, ma per volontà dell'arcivescovo Ferro la Cappella fu nuovamente restaurata ed inoltre arricchita con dei quadri del pittore reggino Nunzio Bava, quindi fu riaperta al culto il 28 dicembre 1965.
i quadri di Nunzio Bava rappresentano episodi dell'Antico e del Nuovo Testamento:
- sulla destra entrando vi è "Elia Profeta che dorme sotto un tamarindo svegliato dall'Angelo", l'opera è sormontata dalla scritta "panem angelorum manducavit homo";
- nella lunetta in alto vi è invece "Mosè che fa sgorgare l'acqua dalla roccia";
- in basso a sinistra il dipinto rappresenta la scena dei "discepoli di Emmaus", con la scritta "caro mea vere est cibus";
- sopra invece vi si trova la scena della "moltiplicazione dei pani e dei pesci".

La cappella, che nella cattedrale originaria era situata nell'abside, è a pianta quasi quadrata e le pareti sono totalmente rivestite di intarsi marmorei policromi.
Le pareti della cappella sono decorate con intarsi a mosaico fiorentino del XVIII secolo, mentre i soggetti floreali e animali sono realizzati con marmi teneri colorati e smalti di Venezia.
Negli angoli, in otto nicchie, sono inserite le statue rappresentanti i santi apostoli Pietro e Paolo, i quattro Evangelisti, ed i due dottori eucaristici San Tommaso e San Bonaventura, tutte in marmo bianco, opere di Francesco Jerace e Concesso Barca.
Sull'altare maggiore fanno spicco le quattro colonne in pregiatissimo porfido nero con venature gialle, ed il quadro di Domenico Marolì da Messina, olio su tela del 1665 raffigurante il "Sacrificio di Melchisedeck".
Al di sopra dell'altare maggiore c'è una piccola vetrata decorata con i simboli eucaristici.

### Organo a canne
Il primo organo dell'attuale cattedrale di Reggio Calabria fu costruito nel 1930 dalla ditta Balbiani: era a due tastiere con pedaliera e fu rimosso nel 1968 e collocato nella chiesa di San Giorgio al Corso. Al suo posto fu costruito un nuovo strumento più grande, di Fratelli Ruffatti, con tre tastiere e pedaliera per un totale di 3252 canne. Fra il 2001 e il 2008, poi, venne ampliato e restaurato dalla ditta Michelotto che, fra le altre cose, ha sostituito la consolle Ruffatti con una nuova di sua costruzione ed ha realizzato il corpo d'eco, corrispondente alla quarta tastiera, davanti al corpo principale.
L'organo è a trasmissione elettronica-computerizzata. La sua consolle, mobile indipendente, si trova a pavimento nel transetto e ha quattro tastiere di 61 note ed una pedaliera di 32. L'organo dispone di 4805 canne e 13 campane tubolari, suddivise fra i 73 registri, di cui 51 reali e 22 in prolungamento e trasmissione.

## Il museo diocesano
Il museo diocesano di Reggio Calabria, presso la Cattedrale, raccoglie pregevoli oggetti e arredi sacri. Fra questi un bacolo d'argento e smaltato del XIV sec., un calice e una pisside d'oro massiccio donati da Pio XI in occasione del Congresso Eucaristico Regionale Calabrese del 1928 e un ostensorio d'oro di Francesco Jerace.